# Onderworpen (roman)
Onderworpen  (oorspronkelijke Franse titel: Soumission) is een roman van Michel Houellebecq uit 2015, die in hetzelfde jaar in het Nederlands verscheen. De toekomstroman volgt een hoogleraar aan een Parijse universiteit die, na de overwinning van de moslimpartij bij de presidentsverkiezing, de islamisering van zijn universiteit meemaakt en deze uiteindelijk volledig accepteert. Het boek werd in Frankrijk en andere landen een bestseller en wordt vanwege de thematiek als controversieel gezien.

## Inhoud

### Titel
De titel refereert aan de oorspronkelijke betekenis van het Arabische woord islam: onderwerping of overgave. Het gaat in de roman over de vraag of de hoofdpersoon – en de Fransen in het algemeen – zich zullen onderwerpen aan de islam. Over de vertaling van de titel in het Nederlands (onderworpen, onderworpenheid of onderwerping) gaf vertaler Martin de Haan een korte uitleg.

### Opbouw
De roman telt 238 pagina's en bestaat uit vijf delen (vergelijk: de vijf zuilen van de islam). Elk deel wordt voorafgegaan door twee lege pagina's met slechts een Romeins cijfer. Twee delen worden daarnaast voorafgegaan door een citaat: deel I door een citaat van Joris-Karl Huysmans; deel V door een citaat van ayatollah Khomeini. Elk deel is onderverdeeld in een aantal korte hoofdstukken, ongenummerd en slechts in enkele gevallen getiteld (dag van de week plus datum: 'Zondag 15 mei', enz.). Na het eigenlijke verhaal volgt een korte dankbetuiging.

### Personages
NB: onderstaande lijst bevat de namen van de voornaamste fictieve personages; historische personen, zoals François Hollande, François Bayrou en Marine Le Pen, zijn niet opgenomen.
- François: ik-verteller; gedesillusioneerd hoogleraar aan de Sorbonne-Nouvelle Universiteit, gespecialiseerd in de schrijver Joris-Karl Huysmans, begin veertig, vrijgezel, apolitiek.
- Myriam: vriendin van François, studente moderne Franse literatuur, joodse achtergrond, ging voorheen door het leven als goth, nu een elegante vrouw.
- Steve: collega van François, gespecialiseerd in Arthur Rimbaud; heeft zijn positie in de ogen van François te danken aan zijn contacten met hooggeplaatsten.
- Marie-Françoise Tanneur: collega van François, gespecialiseerd in Honoré de Balzac, altijd op de hoogte van de laatste ontwikkelingen aan de universiteit.
- Alain Tanneur: echtgenoot van Marie-Françoise, werkt bij de Franse geheime dienst (DGSI); wordt op non-actief gesteld, omdat hij zijn superieuren waarschuwt tegen het voornemen van de Moslimbroederschap om geleidelijk de sharia in te voeren.
- Godefroy Lempereur: jonge collega van François, gespecialiseerd in Léon Bloy; bewonderd door François, hoewel hij vermoedt dat Godefroy lid van het Bloc Identitaire is; woont in een herenhuis en bezit een schilderij van William Bouguereau, dat uitgebreid wordt beschreven.
- Mohammed Ben Abbes: leider van de Moslimbroederschap; zoon van een Tunesisch kruidenier in Neuilly-sur-Seine; beschreven als charismatisch, sluw en zeer bedreven in het verzoenen van ideologisch tegengestelde facties.
- Chantal Delouze: rector magnificus van de universiteit; lesbienne; treedt na de verkiezingsoverwinning van Ben Abbes terug.
- Robert Rediger: nieuwe rector magnificus van de universiteit na de privatisering; geboren in Brussel, lid geweest van het Bloc Identitaire, daarna moslim geworden en polygamist; fictief personage gebaseerd op Robert Redeker.

### Verhaallijn
Onderworpen speelt zich af in 2022, wat ten tijde van de publicatie van de roman (in 2015) nog in de nabije toekomst lag. Diverse personages (met name de politici) en alle locaties komen in historisch en geografisch opzicht overeen met de werkelijkheid. Andere personages zijn fictief. De verteller is François, een hoogleraar Franse literatuur aan de Université Sorbonne Nouvelle – Paris 3. Hij is gepromoveerd op de Franse schrijver Joris-Karl Huysmans, die zich op latere leeftijd bekeerde tot het katholicisme en dat proces beschreef in een serie romans. François heeft echter al jaren niets meer gepubliceerd. Zijn leven, dat gekenmerkt wordt door vluchtige relaties met studentes, die nooit langer dan een of twee semesters duren, bevindt zich op een dood spoor.

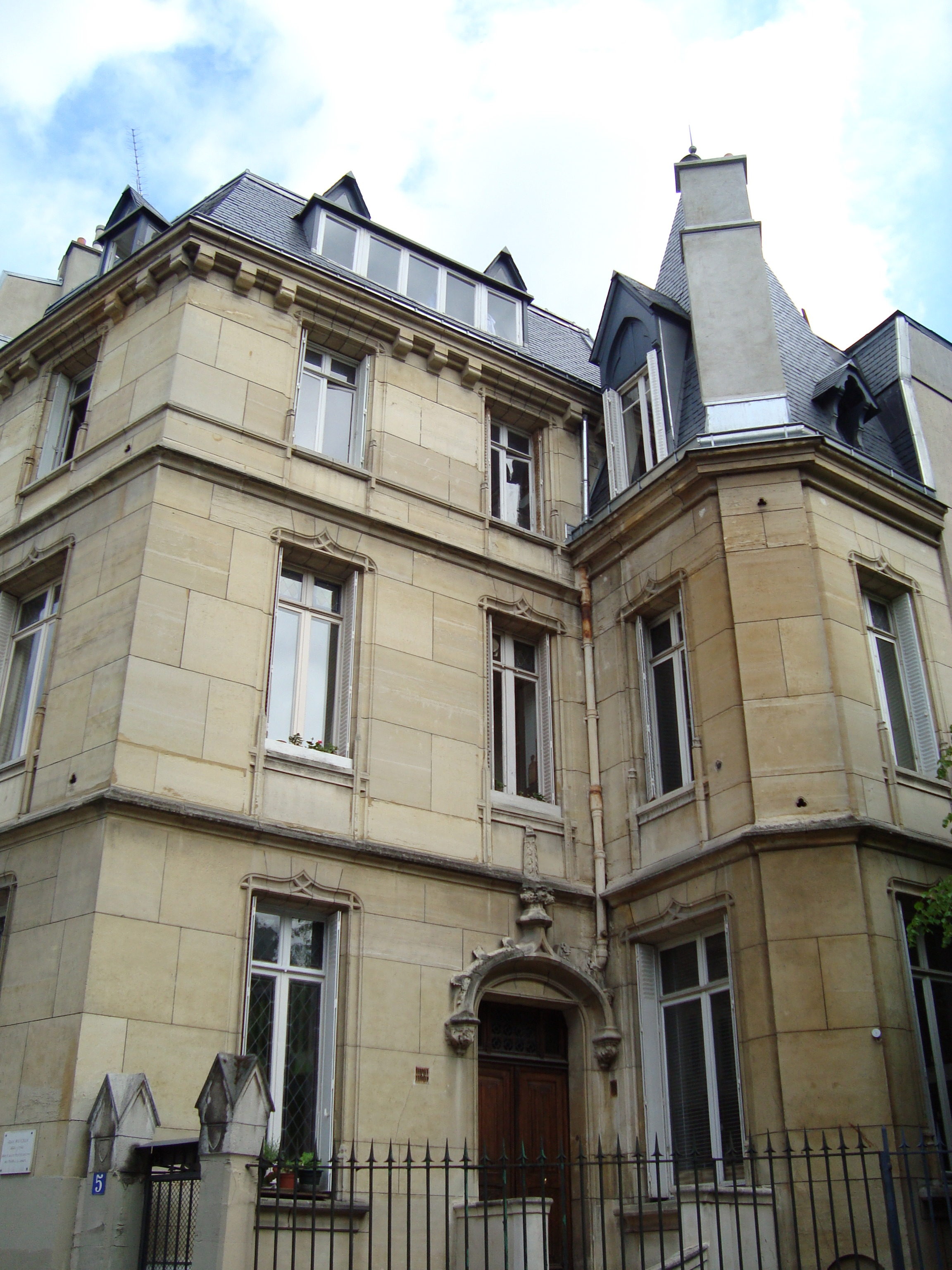
5, rue des Arènes, Parijs (5e arrondissement). In dit pand laat François zich door Robert Rediger overtuigen om moslim te worden

Frankrijk verkeert in een politieke crisis. Het Front National (FN) loopt voorop in de peilingen, de gevestigde partijen zijn verdeeld, de enige serieuze uitdager is de Moslimbroederschap. Om te voorkomen dat extreemrechts de presidentsverkiezingen wint, vormen de Parti Socialiste (PS) en de rechtse UMP en UDI een monsterverbond met de moslimpartij. Daarop moet FN-leider Marine Le Pen het opnemen tegen de jonge, briljante en innemende kandidaat van de Moslimbroederschap, Mohammed Ben Abbes.
Frankrijk is in een anarchie terechtgekomen. In veel wijken in Parijs en andere steden vinden aanhoudend rellen plaats, waarvan in de media nauwelijks verslag wordt gedaan. Vanwege het toegenomen antisemitisme verlaten steeds meer joden Frankrijk. Zo ook de ouders van François' jonge vriendin Myriam, die naar Israël emigreren. Op het laatste moment besluit Myriam met hen mee te gaan, waarmee een einde komt aan de relatie met François. In diezelfde tijd overlijden zijn beide ouders. Vanwege de onrust is de universiteit gesloten en François verlaat de stad, zonder doel in zuidwestelijke richting rijdend door een bijna apocalyptisch landschap met her en der geplunderde tankstations, vermoorde mensen en verlaten dorpen.
De presidentsverkiezingen vinden plaats op 5 juni 2022, nadat de eerste ronde ongeldig is verklaard vanwege grootschalige verkiezingsfraude. Ben Abbes komt als winnaar uit de bus en wordt president van Frankrijk. Als door een wonder komt er een onmiddellijk einde aan de opstanden. Tegelijkertijd vinden ingrijpende wetswijzigingen plaats. Ben Abbes maakt een einde aan gendergelijkheid; het patriarchaat wordt hersteld en polygamie wordt wettelijk toegestaan. Vrouwen kleden zich volgens de islamitische kledingvoorschriften en nemen massaal ontslag, waardoor de werkloosheid onder mannen daalt. De nieuwe president zet zich tevens in voor uitbreiding van de Europese Unie met Noord-Afrikaanse landen, de Levant (zonder Israël) en Turkije. Zijn doel is om het Romeinse Rijk te doen herleven, met hemzelf als president van een geïslamiseerd Frankrijk aan het hoofd.
De Sorbonne wordt geprivatiseerd en kan plotseling beschikken over schier oneindige fondsen, afkomstig uit de Arabische wereld. François krijgt ontslag, met behoud van volledig pensioen, aangezien alleen moslims er onderwijs mogen geven. Terwijl hij met de gedachte aan zelfmoord speelt, boekt hij, in de voetsporen van Huysmans, een retraite in de abdij van Ligugé. Hij vindt er geen antwoorden. Diverse oud-collega's, in François' ogen intellectueel zijn minderen, krijgen, nadat ze zich tot de islam hebben bekeerd, belangrijke posities aangeboden, en sluiten gearrangeerde huwelijken met jonge aantrekkelijke bruiden. François ontvangt een  uitnodiging van Robert Rediger, de nieuwe rector magnificus van de Sorbonne, en brengt een bezoek aan diens hôtel particulier, waar hij in de watten wordt gelegd. Rediger haalt hem over om net als hijzelf moslim te worden, een nieuw leven te beginnen met alle luxe, een prestigieuze baan en een of meerdere bruiden, die voor hem gekozen zullen worden. François zou nergens spijt van hoeven te hebben.

### Vorm, stijl, perspectief, motieven
Qua onderwerp lijkt Onderworpen het meest op Platform, qua vorm lijkt het meer op Elementaire deeltjes, vooral met betrekking tot de ambigue standpunten van de personages en die van de auteur. Vertaler Martin de Haan verwoordde het als volgt: "[...] met Onderworpen zijn we weer helemaal terug bij af: door de verstrengeling van ambigue stijl en ambigue inhoud is het boek een ideologisch mijnenveld." Houellebecq zelf bevestigt dat het boek net als zijn andere romans ambigu is; het is geen roman à thèse en geen waarschuwing tegen de islam.
De stijl is vloeiend, zoals in de voorganger, De kaart en het gebied. Abrupte wisselingen in toon, zoals in de vroege romans, ontbreken. Het vertelperspectief van de roman is dat van een ik-verteller.
Een motief dat regelmatig terugkeert in het werk van Houellebecq, maar ontbreekt in Onderworpen, is dat van de walking ghost phase, waarin de hoofdpersoon alleen eindigt, zonder hoop, zonder verwachtingen, alleen nog leegte. Men zou kunnen zeggen dat Onderworpen voor de hoofdpersoon eindigt met een happy end, hoewel de roman als geheel als een dystopie wordt gezien. Wel vindt er een walking ghost moment plaats als de hoofdpersoon op de zondag van de tweede verkiezingsronde over uitgestorven snelwegen naar het zuiden rijdt. Martin de Haan: "Als je er even over nadenkt is het totaal onwaarschijnlijk, en toch overtuigt het: door de poëzie."

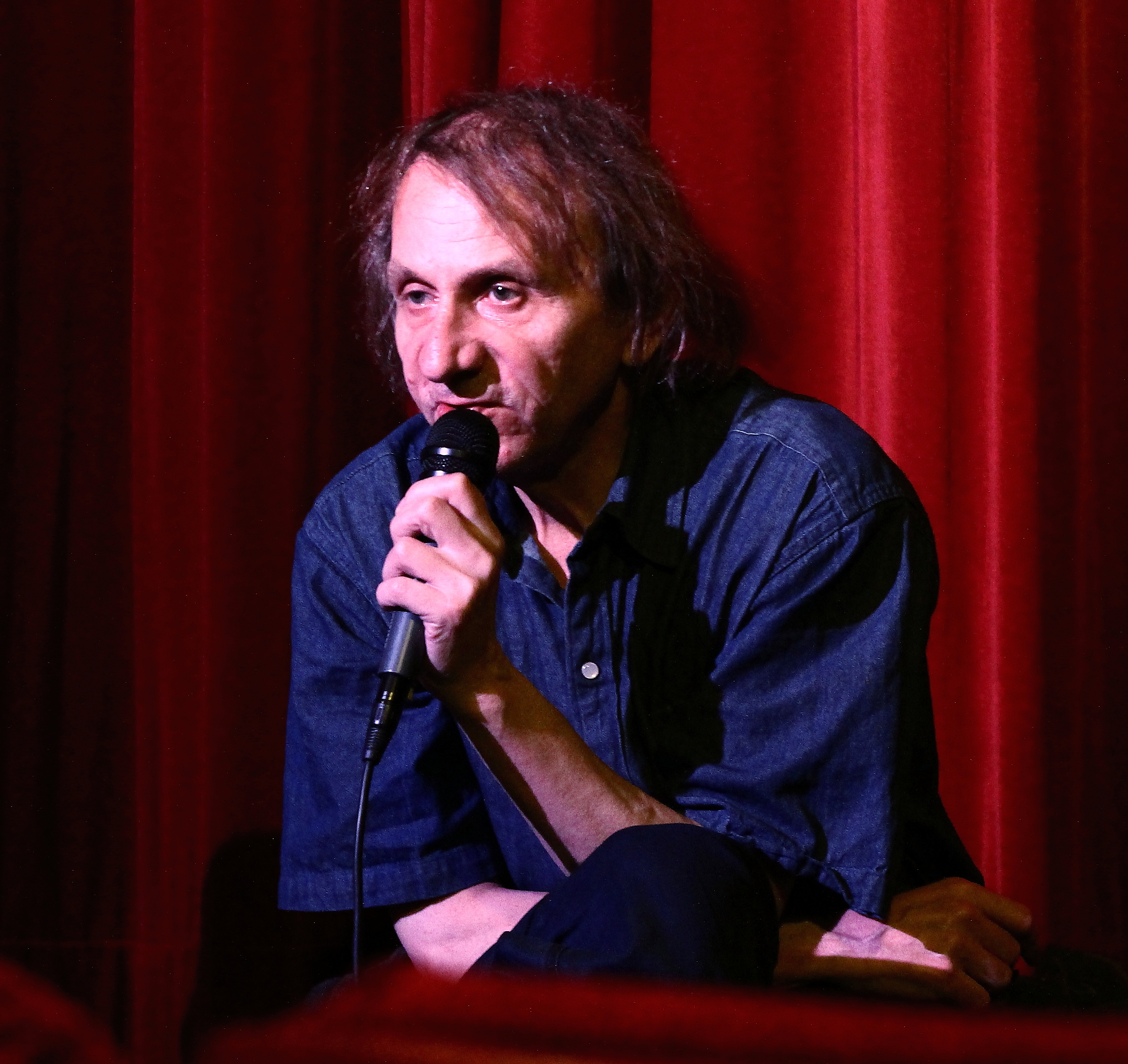
Michel Houellebecq in 2014

## Publicatie

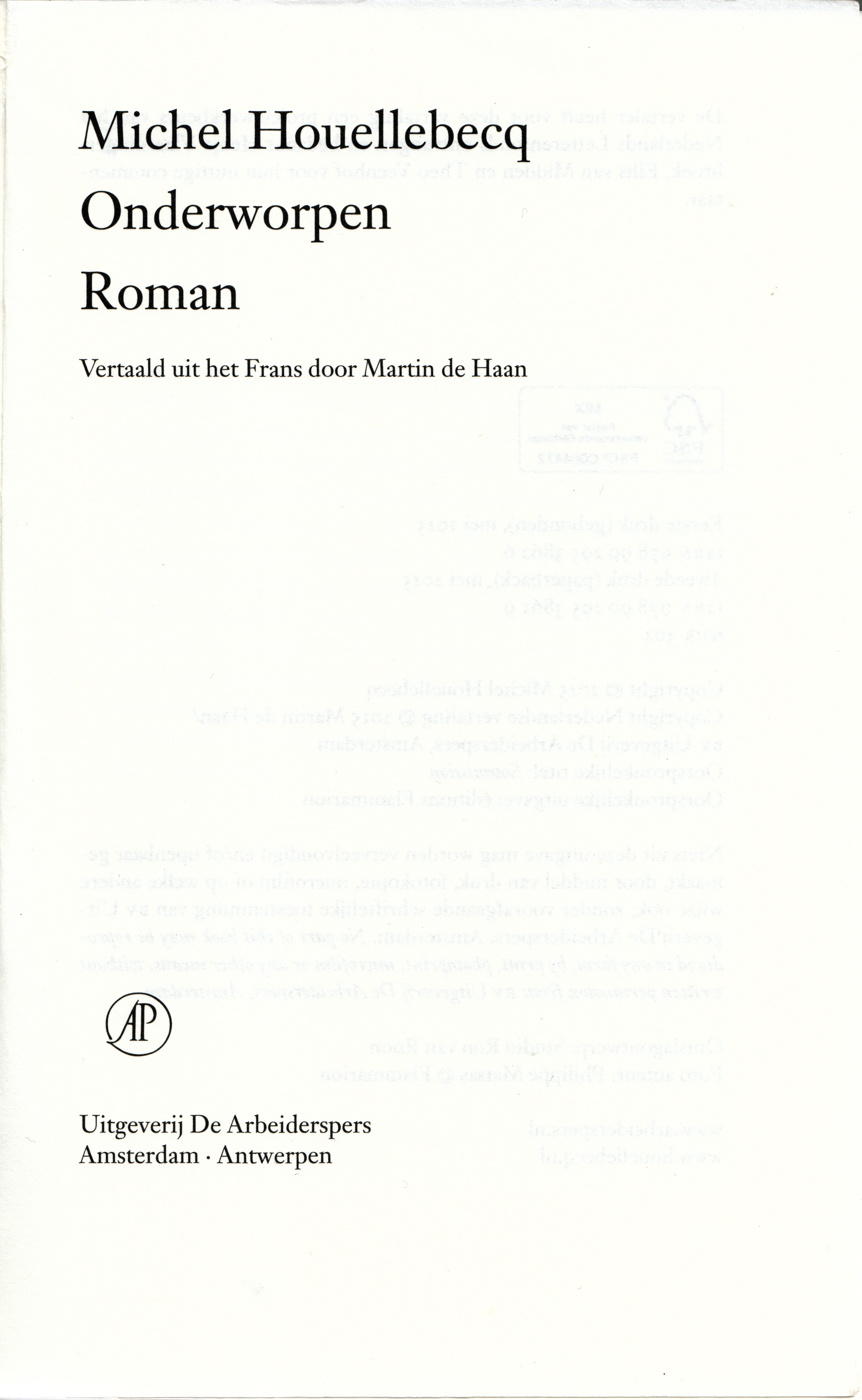
Titelpagina van de Nederlandse uitgave (2015)

Soumission verscheen in Frankrijk op 7 januari 2015, de dag dat in Parijs de aanslag op Charlie Hebdo plaatsvond. De roman verscheen in een oplage van 150.000 exemplaren, die in vijf dagen min of meer was uitverkocht. In de eerste maand werden meer dan 345.000 exemplaren verkocht. Zowel in Frankrijk als in Italië en Duitsland stond het boek op nr. 1 van de bestsellerlijsten. De Nederlandse vertaling door Martin de Haan verscheen op 12 mei 2015 bij De Arbeiderspers als hardcover, paperback en E-book. Op 18 oktober 2016 volgde een tweede paperback-editie. De roman stond negen weken in de Nederlandse Bestseller 60 met als hoogste positie nr. 16.
| Boeken met noteringen in de Nederlandse Bestseller 60 | Jaar van verschijnen | Datum van binnenkomst | Hoogste positie | Aantal weken | Opmerkingen |
| ----------------------------------------------------- | -------------------- | --------------------- | --------------- | ------------ | ----------- |
| Onderworpen                                           | 2015                 | 20-05-2015            | 16              | 9            | zachte kaft |
| Onderworpen                                           | 2015                 | 20-05-2015            | 30              | 1            | harde kaft  |

### Uitgaven (selectie)
- (fr)  Michel Houellebecq: Soumission. Uitgever: Flammarion (originele uitgave: 7 januari 2015)
- (it)  Michel Houellebecq & Vincenzo Vega (vertaler): Sottomissione. Bompiani (15 januari 2015)
- (de)  Michel Houellebecq, Norma Cassau & Bernd Wilczek (vertalers): Unterwerfung. Dumont Buchverlag (16 januari 2015)
- (es)  Michel Houellebecq & Joan Riambau (vertaler): Sumisión. Anagrama (29 april 2015)
- (nl)  Michel Houellebecq & Martin de Haan (vertaler): Onderworpen. De Arbeiderspers (12 mei 2015)
- (pl)  Michel Houellebecq & Beata Geppert (vertaler): Uległość. W.A.B. (9 september 2015)
- (en)  Michel Houellebecq & Lorin Stein (vertaler): Submission. William Heinemann (10 september 2015)
- (ja)  Michel Houellebecq & Ōtsuka Momo (vertaler): Fukujū. Kadokawa shinsho (11 september 2015)
- (ru)  Michel Houellebecq & Marija Zonina (vertaler): Покорность. Corpus (2016)
- (tr)  Michel Houellebecq & Başak Öztürk (vertaler): İtaat. İthaki Yayınları (31 december 2020)[14]

### Ontvangst
- De Franstalige pers reageerde verdeeld op Soumission. Het boekenvakblad Livres Hebdo schreef: "Michel Houellebecq komt terug met een politieke roman over een islamitisch geworden Frankrijk aan het einde van de tweede regeerperiode van François Hollande. Explosief."[1] Verschillende critici, onder andere van de centrumrechtse bladen Valeurs actuelles en L'Express, vergeleken de roman met Het legerkamp der heiligen van Jean Raspail uit 1973, waarin Frankrijk overspoeld wordt door een golf van emigranten uit India, leidend tot de ineenstorting van de Westerse beschaving. Het links georiënteerde L'Obs zag het boek eerder als onderdeel van een "modieuze trend" in de Franse literatuur om thema's als immigratie en islam in de context van het vermeende Grand Remplacement te plaatsen. Resoluut afwijzend was het eveneens linkse Libération, hier samengevat door Martin de Haan: "Houellebecq is een echte schrijver, dat zeker; maar zelfs als zijn gedachte-experiment over een islamitische machtsovername niet is ingegeven door reactionaire dan wel racistische motieven, speelt de schrijver het Front national in de kaart; Onderworpen is dus een verwerpelijk boek, de schrijver heeft zijn maatschappelijke verantwoordelijkheid verwaarloosd."[4] De Franse schrijver en filmregisseur Emmanuel Carrère vergeleek Soumission met George Orwells Nineteen Eighty-Four.
- De Nederlandstalige kritieken waren eveneens verdeeld. Dirk Leyman schreef op cobra.be: "In alle opzichten een onvervalste Houellebecq. […] Niemand is in staat zo’n geniepig, tegendraads, ergerlijk, schokkend en tegelijk gevoelig, poëtisch én grappig boek te schrijven." Christiaan Weijts schreef in De Groene Amsterdammer: "Een tamme Houellebecq, zonder islamkritiek? Laat me niet lachen. […] Voorbij de oppervlakte is het boek schokkender en vileiner dan islamkritiek."[1] De recensent van HP/De Tijd was vrij positief, maar zag ook zwakke plekken: "Houellebecq houdt het hoge verteltempo de hele roman vol. De plot, hoewel soms origineel en prikkelend, is minder overtuigend, en voelt uiteindelijk vooral als een wat halfslachtig uitgevoerd gedachte-experiment. Ook dat is typisch Houellebecq."[15]

### Invloed; controverses
Afgezien van de puur literaire kritiek, deed het boek in Frankrijk, maar ook daarbuiten, door zijn thematiek veel stof opwaaien. Door het samenvallen van de publicatie van de Franse taalversie (die al op 15 december 2014 was aangekondigd) met de aanslag op Charlie Hebdo, kreeg het boek mondiaal nog meer aandacht dan onder normale omstandigheden het geval zou zijn geweest. Daarbij kwam dat Houellebecq vanwege de verschijning van zijn boek als karikatuur stond afgebeeld op de voorpagina van het op dezelfde dag verschenen nummer van Charlie Hebdo. Het boek kreeg daardoor voor velen een profetische lading.
Nog voor de publicatie was Soumission al controversieel, omdat de thematiek al was uitgelekt. Het werd onder meer bekritiseerd vanwege de vermeende intolerantie ten opzichte van de islam. Houellebecq zelf zei hierover: "Ik kan niet zeggen dat het boek een provocatie is — niet in de zin van dingen zeggen die ik fundamenteel onjuist vind om mensen op stang te jagen. Ik vat een evolutie samen die naar mijn mening realistisch is." Op de vraag of hij zich had afgevraagd welke invloed zijn (toen nog ongepubliceerde) boek zou kunnen hebben, antwoordde hij: "Geen. Geen enkele invloed." De Franse premier Manuel Valls verklaarde: "Frankrijk is niet Michel Houellebecq [...] het is niet intolerant, vol haat of angst". President François Hollande liet op France Inter weten: "ik zal het lezen omdat het debat oproept", maar benadrukte dat het slechts om literatuur ging en dat "het idee van overspoeld worden, invasie en onderwerping een oud idee is". Marine Le Pen zei in een interview met de radionieuwszender France Info dat de roman "fictie is die op een dag waarheid kan worden".
De in 2017 verschenen bestseller The Strange Death of Europe van Douglas Murray zou geïnspireerd zijn door Houellebecqs visionaire roman.

## Adaptaties
- De Duitse theatermaakster Karin Beier maakte in 2016 een toneelversie van de roman, Unterwerfung, in de vorm van een monoloog door acteur Edgar Selge. Het stuk ging op 6 februari 2016 in première bij Deutsches Schauspielhaus in Hamburg en was enkele weken later te zien in de Stadsschouwburg Amsterdam.[20]
- In 2018 maakte de Duitse regisseur Titus Selge de televisiefilm Unterwerfung. De film was zowel gebaseerd op de roman van Houellebecq als op de theatermonoloog van Karin Beier. De film werd op 6 juni 2018 uitgezonden door de ARD, gevolgd door een paneldiscussie over het beladen onderwerp islamisering.